# قرار مجلس الأمن التابع للأمم المتحدة رقم 1595
تم اعتماد قرار مجلس الأمن التابع للأمم المتحدة رقم 1595 بالإجماع في 7 نيسان / أبريل 2005، بعد التأكيد على دعمه سيادة لبنان واستقلاله وسلامته الإقليمية، أنشأ المجلس لجنة لمساعدة السلطات اللبنانية في تحقيقاتها بخصوص اغتيال رئيس الوزراء الاسبق رفيق الحريري في 14 شباط / فبراير 2005 في بيروت.